# الإذاعة الوطنية (تونس)
الإذاعة الوطنية التونسية هي الإذاعة الحكومية الأولى في تونس. استوديوهاتها تقع بتونس العاصمة.

## تاريخ
في 15 سبتمبر 1938، تم توقيع معاهدة لإنشاء راديو حكومي في تونسي سيتولى إدارته الاحتلال الفرنسي لتونس. في 15 أكتوبر، وصل الوزير الفرنسي للبريد والبرق والهاتف، جول جوليان إلى تونس لافتتاح راديو تونس بمقراته بساحة العملة.
في 7 ماي 1943، خربت مقرات البث للإذاعة من قبل القوات الألمانية. ولم يعد البث إلا في 16 جويلية. بعد الحرب، في 16 جويلية 1945، تم تجديد المعاهدة المنشئة لراديو تونس. في 1954، تغيرت مقرات الإذاعة إلى مقرها الجديد بشارع الحرية والذي ضم 9 استوديوهات.
تتبع الإذاعة الوطنية 5 اذاعات جهوية هي إذاعة قفصة، إذاعة الكاف، إذاعة المنستير، إذاعة صفاقس، إذاعة تطاوين وإذاعة ناطقة بلغات أجنبية هي إذاعة تونس القناة الدولية
كما تتبعها إذاعات أخرى تبثّ على المستوى الوطنيّ وهي إذاعة الشباب وإذاعة تونس الثّقافيّة

## البث
تبث الإذاعة الوطنية التونسية على الموجات القصيرة والمتوسطة وعلى موجات الأف أم وعلى الأقمار الصناعية وعلى شبكة الإنترنت ويصل بثها الإذاعي إلى أغلب أوروبا وإفريقيا والشرق الأوسط.

## مقالات ذات صلة
- قائمة إذاعات الراديو التونسية

## وصلات خارجية
- (بالفرنسية) الموقع الرسمي للإذاعة الوطنية التونسية